# テラフォーミング

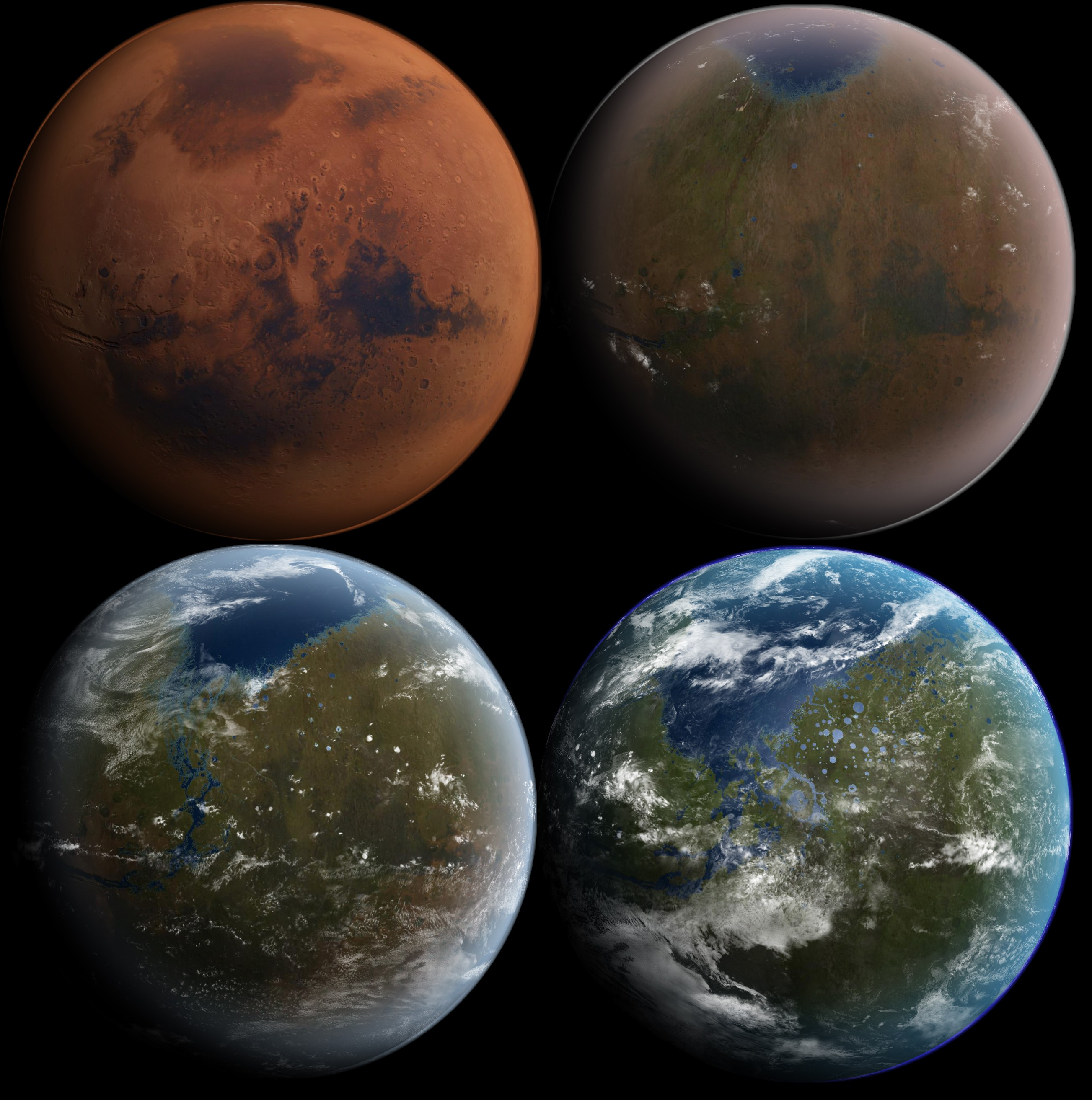
4段階で描いた火星のテラフォーミングの想像図

テラフォーミング（または惑星地球化、英: terraforming）は、惑星や月などの天体の大気、温度、表面の地形や生態系を地球の環境に似せて意図的に変更し、地球型の生命体が居住できるようにする仮想的なプロセスのことである。「terra」はラテン語で地球・大地の意であり、「forming」は英語で形成するの意である。これらを組み合わせ、地球を形成する（別の惑星を地球化する）の意味で使われる。
テラフォーミングの概念は、SFと実際の科学の両方から発展した。この言葉は、ジャック・ウィリアムスンが1942年に『アスタウンディング・サイエンス・フィクション』誌に発表したSF短編小説（"Collision Orbit"）の中で作ったものだが、大衆文化におけるテラフォーミングはこの作品よりも前からあった可能性がある。
惑星の環境を意図的に変化させることができたとしても、他の惑星に地球を模倣した制約のない惑星環境を作ることができるかどうかは、まだ検証されていない。テラフォーミングの最有力候補は火星だと考えられている。火星を加熱し、大気を変化させる可能性については多くの研究がなされており、NASAではこのテーマについての討論会も開催されている。火星のテラフォーミングには、人類の技術力で可能な方法がいくつかあるかもしれないが、現時点では、テラフォーミングに必要な経済的資源は、政府や社会がそれに割くことができる量をはるかに超えている。テラフォーミングの長いタイムスケールと実用性については議論の対象となっている。また、地球外の世界の環境を変えるための倫理、ロジスティクス、経済、政治、方法論などについても答えが出ていない。
通常、学術的にもSF作品的にもテラフォーミングの対象は他の惑星であることが多いが、一部のSFでは何らかの要因により壊滅した地球環境を元に戻すという意味でテラフォーミングの言葉が使われる場合もある。

## 科学的見解
SFの世界では一般的なアイデアである。また、現実にも、テラフォーミングに関する研究や試算が発表されている。
1961年に天文学者カール・セーガンが金星の環境改造に関する論文『惑星金星』をサイエンス誌に発表した事をきっかけに、世界中の研究者が研究開始した。1976年には、「planetary ecosynthesis（プラネタリー・エコシンセサイズ）」との題目でテラフォーミングをテーマとしたNASAによるシンポジウムも開催されている。1991年にはネイチャー誌に、NASAのクリストファー・マッケイらによる火星のテラフォーミング計画に関する論文が掲載された。
テラフォーミングの研究はすなわち地球環境の研究でもあり、地球の環境破壊の修復にテラフォーミングの技術を応用する事も考えられている。

## 想定されるターゲット

### 火星

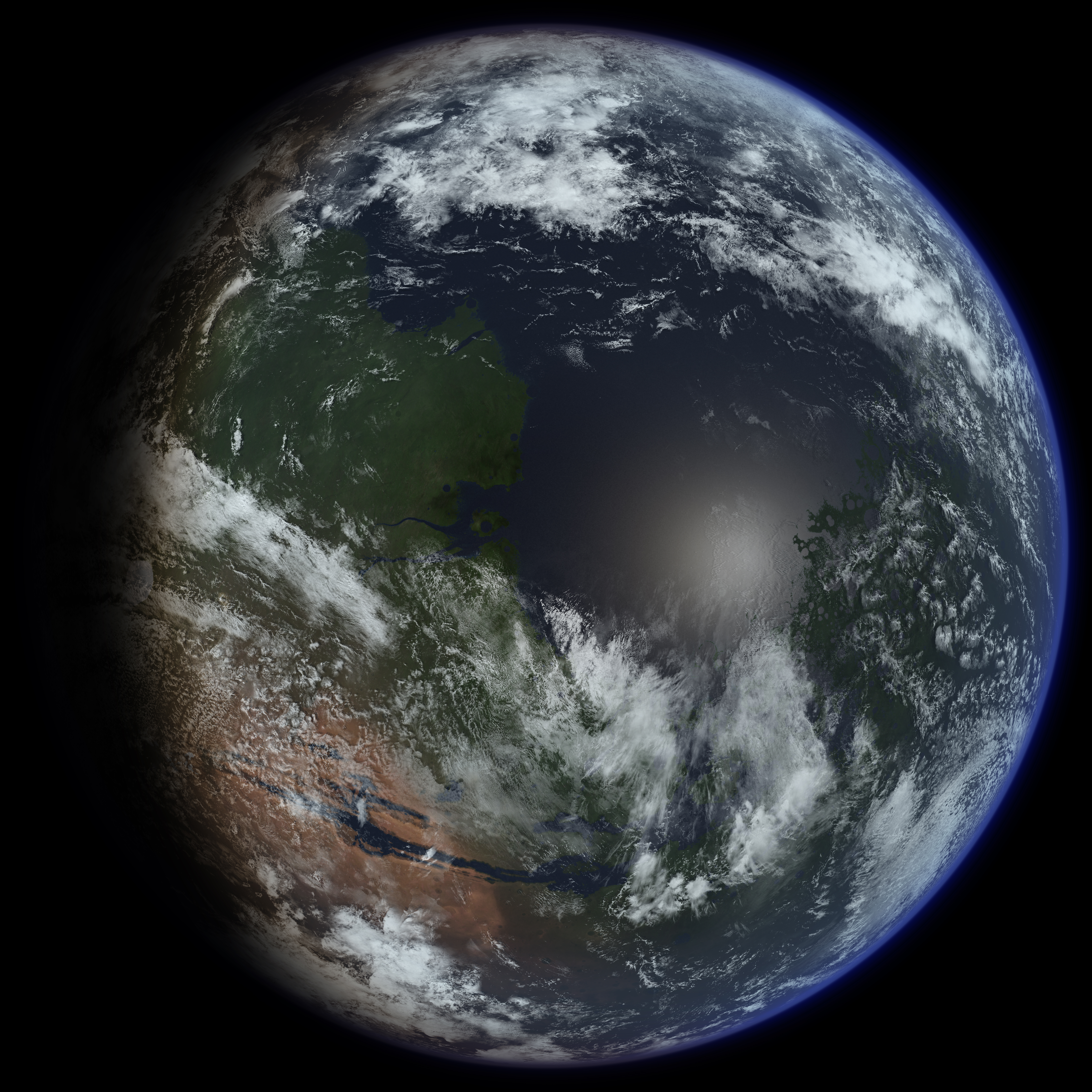
テラフォーミングされた火星の想像図

多くの点で、火星は太陽系の中で最も地球に似た惑星である。火星の歴史の初期には、厚い大気と豊富な水を持つ、より地球に近い環境があったと考えられているが、それが数億年の間に失われてしまった。
水が失われた正確なメカニズムはまだ解明されていないが、特に3つのメカニズムが考えられている。まず、地表に水があると、二酸化炭素（CO2）が岩石と反応して炭酸塩を形成し、大気を吸い上げて地表に固定する。地球では、プレートテクトニクスの働きで火山が噴火し、二酸化炭素が大気中に放出されると、このプロセスが相殺される。火星ではそのような地殻変動活動がないため、堆積物に閉じ込められたガスのリサイクルが妨げられていたのである。
次に、火星には磁気圏がないため、太陽風によって大気が徐々に破壊されていったと考えられる。鉄を主成分とする火星のコアでは、もともと対流によって磁場が発生していた。しかし、ダイナモははるか昔に機能しなくなり、火星の磁場はほとんど消滅してしまった。その原因は、"コアの熱が失われたこと、コアの大部分が凝固したこと、マントルの対流体制が変化したこと"と考えられる。NASAのMAVENミッションの結果によると、大気が除去されるのは主にコロナ質量放出現象によるもので、これは太陽からの高速プロトンの噴出が大気に衝突することによるものである。しかし、火星には表面の約40％を覆う限られた磁気圏が残っている。しかし、磁気圏は太陽風から大気を守るために一様に覆われているのではなく、小さな傘状の磁場が集まっており、主に南半球に集中している。
最後に、約41億年前から約38億年前にかけて、後期重爆撃期による小惑星の衝突が、太陽系内の天体の表面環境に大きな変化をもたらした。火星の重力が小さいことから、これらの衝突によって火星の大気の大部分が宇宙空間に放出された可能性がある。
火星をテラフォーミングするには、大気を作ることと加熱することという2つの大きな変化が重なり合う。二酸化炭素などの温室効果ガスで大気を厚くすることで、入射する太陽放射を閉じ込めることができる。気温の上昇は、大気中に温室効果ガスを追加することになるため、この2つのプロセスはお互いに補完し合うことになる。水の氷点以上の温度を維持するには、二酸化炭素だけでは不十分なので、特殊な温室効果のある分子を混合して製造することが考えられる。
火星の回りに人工的な磁場を作り出し、太陽風による大気の損失を少なくすることで大気圧を上昇させる構想がNASAから発表されている。
また、フォボスを使って磁気シールドを生成することも提案されている。このアイデアではフォボス表面の粒子をイオン化させ放出することで、火星にプラズマトーラスを形成する。

### 金星

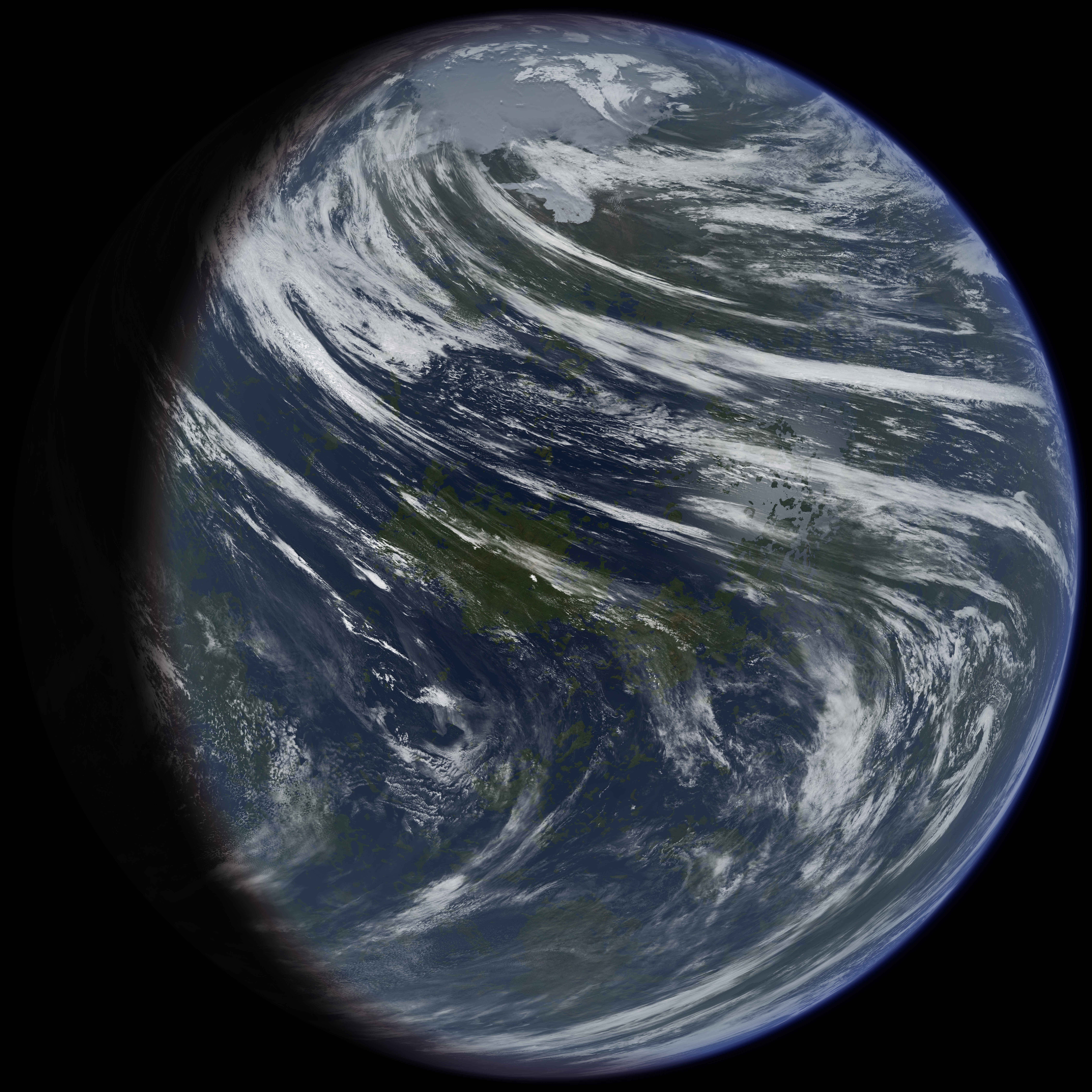
テラフォーミングされた金星の想像図

金星を地球のようにテラフォーミングするには、以下の手順が必要と考えられている。
1. 500℃にもなる気温[22]を何らかの方法で下げる必要がある。
  - 金星の気温は濃厚な二酸化炭素による温室効果と、地球より強力な太陽光が主な理由である[23]。
2. 高密度の大気のほとんどを占める、有毒の二酸化炭素を大気から除去するとともに、呼吸可能となるよう酸素を追加する必要がある。
3. 自転周期が地球の約243日分と非常に長いため、昼夜のサイクルが24時間程度になるように調整する。
4. 十分な量の水を供給する。

金星のテラフォーミングでは、以下のような方法が考えられている。
- 大気圏上層部に微生物や藻類を繁殖させ、光合成により二酸化炭素濃度を下げる（同時に酸素濃度も適度な濃度に上げられる）[24]
  - ただし、この方法については生物学的手段としてだけでは成功しないことが判明している[25]。光合成で二酸化炭素から有機分子を生成するには水素が必要であるが、金星では水素は希少である[26]。
- 大気中の二酸化炭素を炭酸塩に変換することで大気から隔離する。金星のリソスフェアを転覆させ地殻を炭酸塩に変換することで二酸化炭素を吸収する方法が提案されている[27]。
- 宇宙に巨大な日傘を建造し、太陽光の一部を遮蔽する[28]。
- 数百kmの巨大な天体を衝突させ、大気を重力圏外に飛ばす[24]（ただし、1回の衝突で失われる大気は全体の一部で、再び重力に捉えられるものもある）。

### その他

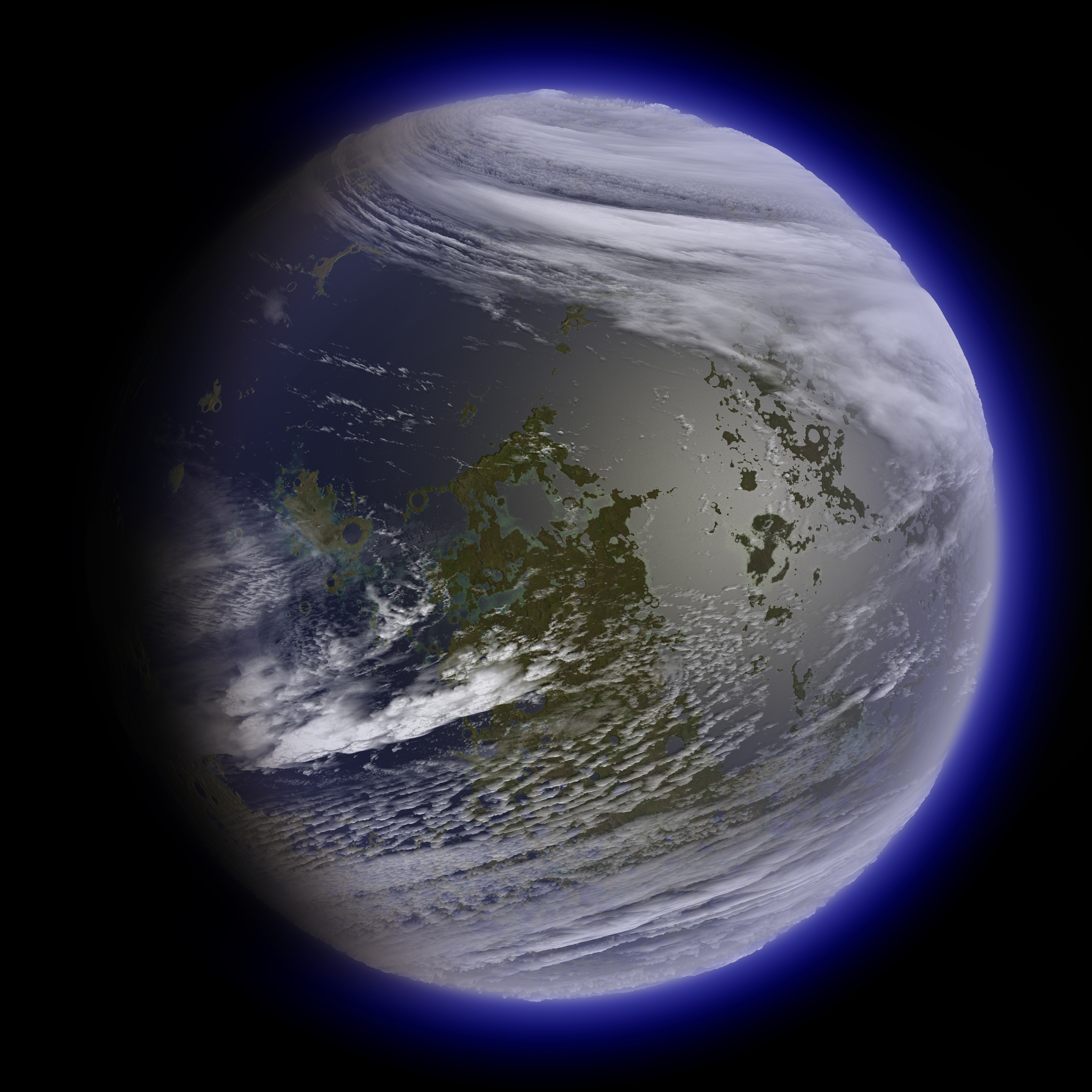
テラフォーミングされた月の想像図

その他のテラフォーミング可能な候補としては、以下の様な例がある。
- 月 - 月は他の候補に比べて地球からの距離が比較的近く、人類が着陸に成功している唯一の地球以外の天体であることから、有力な候補の一つとなっている[29]。月の植民構想はNASAなども推進している[30][31]。
- 木星の衛星エウロパ - 液体の水が存在する[32]ことから候補とされるが[33]、エウロパは木星の放射線帯の中心に位置しており[34]人類の生存は難しい。

## パラテラフォーミング
「ワールドハウス」とも呼ばれるコンセプトとして、惑星上に人間の住める巨大な囲いを建設し、それを徐々に拡大することでついには惑星の大部分を取り囲むように成長させるというものがある。これは「パラテラフォーミング」とも呼ばれる。「パラ」は「擬似的」の意味である。
囲いは、一定の間隔で建てられたタワーとケーブル、透明な屋根からなり、その表面は高度1km以上に達し、内部は呼吸のできる大気で満たされる。提案者のリチャード・テイラーは、ワールドハウスは1960年代以降の科学技術で建設可能だと主張している。

## テーマとして扱った作品

### ドキュメンタリー
- コズミックフロント～発見！驚異の大宇宙～「火星改造！テラフォーミング最前線」（NHK BSプレミアム、2014年2月13日）
- NHKスペシャル『宇宙 未知への大紀行』第4回「惑星改造～もうひとつの地球が生まれる～」（NHK）
- 『ザ・ユニバース～宇宙の歴史～』「【テラフォーミング】惑星地球化計画」（ヒストリーチャンネル）
- BBCセレクション『未来科学への招待』第4回「惑星への移住」（BBC）
- 『テラ・フォーミング 宇宙コロニーの実現』（ディスカバリーチャンネル）
- サイエンス・ワールド『地球移住化計画』（ナショナル・ジオグラフィック）

## 参考資料
- 『最新テラフォーミング 惑星環境工学と人工生態系』（発行：学習研究社・1992年3月1日発行）